# Ferdinando Gorges
Sir Ferdinando Gorges (* um 1568 in Ashton Phillips, Somerset; † 24. Mai 1647 in Long Ashton, Somerset), der „Vater der englischen Kolonisation in Nordamerika“, war ein früher englischer Kolonialist und Gründer der Provinz Maine 1622, ohne je selbst in der Neuen Welt gewesen zu sein.

## Leben
Sir Ferdinando Gorges war Sohn von Edward Gorges, Gutsherr von Wraxall in Somerset aus dessen Ehe mit Cicely Lygon. Sein Vater starb schon kurz nach seiner Geburt. Benannt wurde er nach dem Bruder seiner Mutter, Ferdinando Lygon. Über seine Jugend und seine Ausbildung ist wenig bekannt. Er wurde am Nailsea Court in Somerset großgezogen. Er entstammte einer Nebenlinie der Russells von Kingston Russell, Dorset, die ihren Namen zum metronymischen „Gorges“ geändert hatten und mit dem Tode von Ralph de Gorges 1331 im Mannesstamm ausgestorben waren.
Er ging früh zum Militär und wurde Captain bei der Belagerung von Sluys 1587, war 1588, wurde verwundet bei der Belagerung von Paris 1590 und bei der Belagerung von Rouen 1591 zum Knight Bachelor geschlagen. Danach wurde ihm der Posten des Gouverneurs des Forts Plymouth übertragen. 1601 war er in die Essex-Verschwörung verwickelt und sagte später gegen ihren Anführer, Robert Devereux, den Graf von Essex, aus.
Sein Interesse an Kolonisation wurde geweckt, als George Weymouth ihm drei gefangene Indianer übergab. 1605 half er, Weymouths Expedition zur Mündung des Kennebecs an der Küste des heutigen Maine. 1607, als Anteilseigner der Plymouth-Kompanie, half er, die gescheiterte Popham-Kolonie, nahe dem heutigen Phippsburg in Maine, zu finanzieren.
Am 10. August 1622, unter König Jakob I., erhielt Gorges zusammen mit John Mason vom Plymouth-Konzil für Neuengland ein Landpatent für die Provinz Maine, deren ursprüngliches Gebiet zwischen dem Merrimack und dem Kennebec lag. 1629 teilten er und Mason die Kolonie, wobei Mason den Teil südlich des Piscataquas, die zukünftige Provinz Neuhampshire, bekam. 1639 bestätigte König Karl I.  Gorges’ Besitztum und den Namen „Maine“, Gorges’ Machtbefugnisse wurden erhöht. Gorges und sein Neffe schufen Maines erstes Gerichtssystem. Christopher Levett, früher englischer Erkunder der neuenglischen Küste, war ein Stellvertreter von Gorges und Mitglied des Plymouth-Konzils für Neuengland. Sein Versuch, eine Kolonie in Maine zu errichten, scheiterte letztendlich, und er starb auf der Schiffsfahrt zurück nach England, nachdem er sich 1630 mit John Winthrop in der Massachusetts-Bucht-Kolonie getroffen hatte.

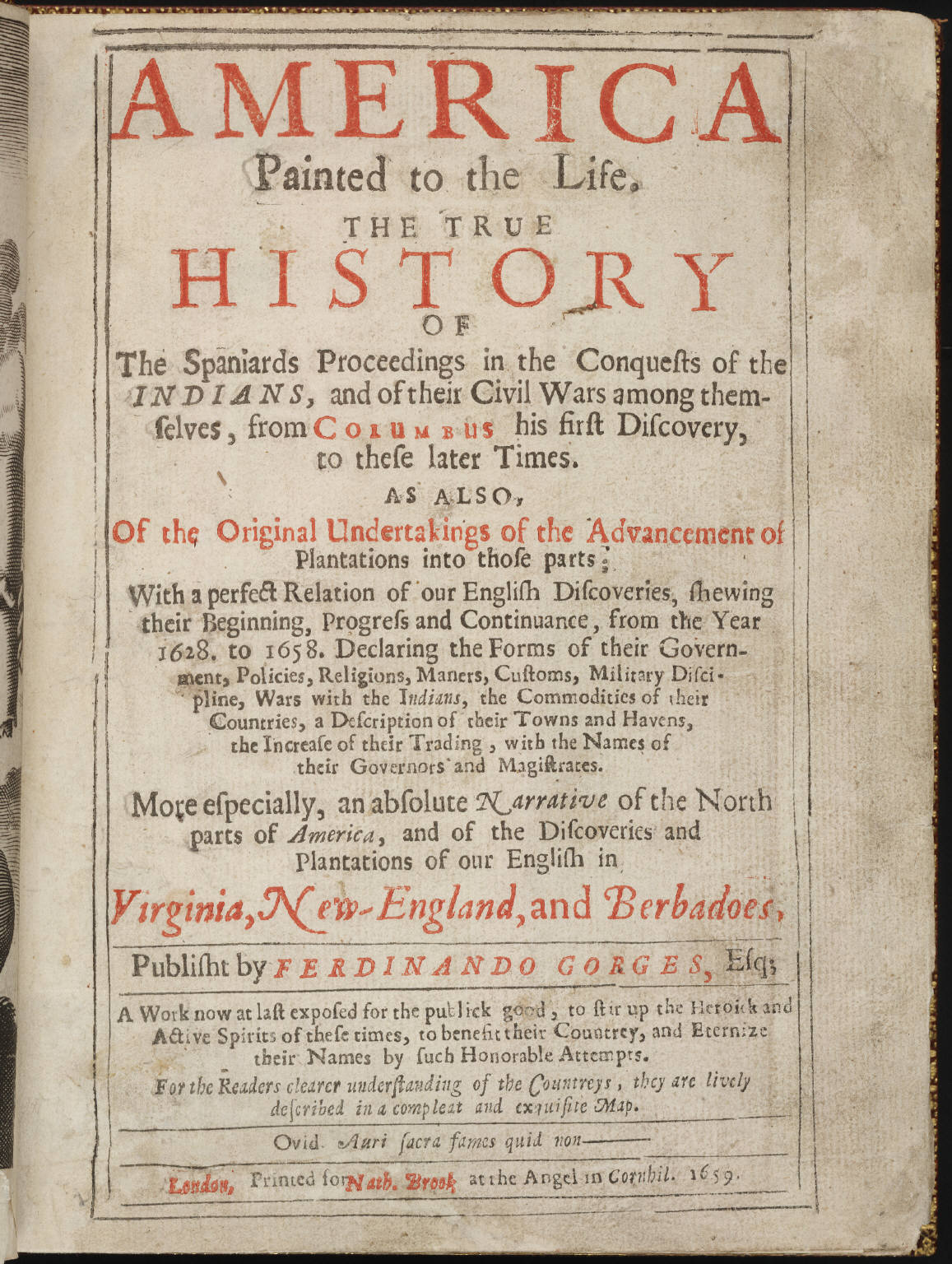
America Painted to the Life, in London von Ferdinando Gorges Esq., Enkel des hier im Artikel dargestellten Ferdinando Gorges, veröffentlichtes Buch von 1659

Ferdinando Gorges’ Sohn, Robert Gorges, war Generalgouverneur Neuenglands von 1623 bis 1624. Aber er wurde von den amerikanischen Kolonisten, die skeptisch gegenüber Gorges’ beinahe feudaler Vorstellung von Kontrolle und Besiedlung, mit einigem Misstrauen gesehen und kehrte bald nach England zurück. Er starb wohl Ende der 1620er-Jahre.
In den 1630er-Jahren versuchte Gorges, die brachliegenden Ansprüche der Plymouth-Kompanie wieder zu beleben. Gemeinsam mit aus der Massachusetts-Bucht-Kolonie vertriebenen Siedler zweifelte er 1632 formell die Erteilung der königlichen Gründungsurkunde an und leitete Beschwerden und Anklagen der unzufriedenen Siedler an den Kronrat Karls I. weiter. 1639 wurde ihm zwar noch einmal königlich die Provinz Maine bestätigt, letzten Endes waren seine Bemühungen aber erfolglos.

## Tod und Erbe
Nachdem er als Anhänger des Königs im Englischen Bürgerkrieg zwischenzeitlich inhaftiert gewesen war, starb Ferdinando Gorges im Mai 1647 zuhause in Long Ashton (damals Ashton-Phillips genannt) und wurde dort in der Krypta der Familie Smith, der Familie seiner vierten Frau, beerdigt. Sein älterer Sohn, John, erbte die Provinz Maine, die nach und nach in die Gewalt der Massachusetts-Bucht-Kolonie überging, ehe jene der Enkel, ebenfalls namens Ferdinando, sie letzten Endes an diese verkaufte. Zwischenzeitlich war noch Ferdinando Gorges’ jüngerer Sohn in der Provinz Maine Gouverneur.
Auch wenn sein Enkel nach Jahren des Versuches, den guten Namen des Großvaters zu erhalten, eine geringe Summe hingenommen hatte, schickte er sich an, eine Gültigkeit der Ansprüche seines Großvaters bei den Puritanern zu erreichen. Mit diesem Verkauf endete die Beteiligung der Familie Gorges an der Kolonisation in den amerikanischen Landen.
Erst 1820 wurde Maine, abgetrennt von Massachusetts, ein eigener Bundesstaat.

## Privates
Gorges heiratete vier Mal. Seine erste Frau war Ann, Tochter vom Edward Bell aus Writtle, Essex, die er 1589 in der St Margaret’s Church heiratete und 1620 starb: sie hatten zwei Söhne, John und Robert, und zwei Töchter, Ellen und Honoria, die jung starb. Zum zweiten Mal heiratete er 1621 Mary, Tochter von Thomas Fulford aus Devon, Witwe von Thomas Achims aus Hall, Cornwall. Zum dritten Mal heiratete er 1627 in Ladock, Cornwall, Elizabeth, Tochter von Tristam Gorges aus St. Budeaux, Witwe von Edward Courteney und William Bligh, sie starb nach nur ein paar Wochen Ehe. Zum vierten Mal heiratete er 1629 in Wraxall, Elizabeth, Lady Smyth, Witwe von Sir Hugh Smyth aus Ashton Court und Tochter von Sir Thomas Gorges und Helena Snakenborg, Witwe des William Parr, 1. Marquess of Northampton.